# کامس
کامِس (انگلیسی: Comus) گروه موسیقی پراگرسیو فولک بریتانیایی است که در دهه ۱۹۷۰ با آلبوم نطق نخستین حضور کوتاهی در عرصهٔ موسیقی داشت اما همین آلبوم هوادارانی کالت برای گروه به ارمغان آورد که این موقعیت تا امروز برقرار است. اعضای گروه کامِس در سال ۲۰۰۹ دوباره به‌هم پیوستند و علاوه بر اجراهایی چند، آلبوم تازه‌ای نیز به نام «خروج از کما» (Out of the Coma) منتشر کردند.